# Feliks Nikodem Ciechanowiecki
Feliks Nikodem Ciechanowiecki herbu Dąbrowa – starosta mścisławski w 1730 roku, chorąży brasławski w latach 1724–1746/1747, starosta opeski w 1697 roku.
Jako poseł na sejm elekcyjny 1697 roku i deputat z województwa połockiego podpisał pacta conventa Augusta II Mocnego w 1697 roku. Poseł na sejm 1730 roku z powiatu brasławskiego.